# Aguri Suzuki
Aguri Suzuki (鈴木 亜久里?) (Tokio, Japón, 8 de septiembre de 1960) es un expiloto japonés de automovilismo. Participó en 88 Grandes Premios de Fórmula 1, siendo el primero de los tres pilotos de su país en obtener un podio en la máxima categoría, consiguiendo un total de 8 puntos de campeonato.
Suzuki triunfó en el Campeonato Japonés de Turismos de 1986 con un Nissan Skyline. Luego compitió en la Fórmula 3000 Japonesa con Footwork, resultando subcampeón en 1987 y campeón en 1988. Asimismo, disputó las 24 Horas de Le Mans de 1986, 1987 y 1988 con un prototipo oficial de Nissan y en 1990 con un prototipo oficial Toyota, sin arribar a meta en ninguna oportunidad. También en 1988 disputó tres carreras de la Fórmula 3000 Internacional con Aguri.
Originalmente Suzuki iba a participar en las dos últimas carreras de 1987 con el equipo privado de Benetton, Trussardi, pero debido a la bancarrota del jefe de equipo, Middlebridge (el cual se incorporaría en Brabham en 1990), Aguri no pudo participar en el campeonato. Suzuki hizo su debut en la Fórmula 1 el 30 de octubre de 1988 en Suzuka en un Larrouse. Participó en la temporada 1989 con el equipo Zakspeed el cual nunca logró preclasificar en ninguna carrera de ese año. Durante su carrera deportiva logró un podio en el Gran Premio de Japón de 1990. Fue el primer japonés en subir al podio en Fórmula 1, cosa que años después lograría Takuma Satō y Kamui Kobayashi en años posteriores, y sumó un total de 8 puntos de campeonato. En 1993, se clasificó sexto con un Arrows en el Gran Premio de Bélgica de 1993. Se retiró definitivamente de la Fórmula 1 en 1995, temporada en la que participó con el equipo Ligier-Mugen-Honda, tras tener un accidente en Suzuka que casi le cuesta la vida.
Suzuki retornó a las 24 Horas de Le Mans de 1996 con un Nismo Skyline oficial, donde abandonó. En 1997 pilotó un Nissan R390 GT1, y nuevamente no cruzó la meta. En 1998 finalizó tercero absoluto con el R390, por detrás de dos Porsche 911 GT1. Su última participación fue en 1999, siempre como pilotos oficial de Nissan, donde no pudo largar.
Aguri es cofundador de Autobacs Racing Team Aguri, un equipo que ha competido en la Super GT y la Fórmula Nippon. Debutó en la clase GT500 del JGTC 1997 con un Nissan, y en 2000 se sumó además a la clase GT300. En 2000 cambió de marca a Honda. Sin alterar su programa en la clase GT500, ART participó desde 2003 hasta 2012 en la clase GT300 con un ASL Garaiya, para luego retornar a Honda en 2013. Por su parte, el equipo corrió en la Fórmula Nippon desde 1996 hasta 2003, y luego desde 2006 hasta 2008.
Asimismo, Suzuki fue propietario y director deportivo del equipo de Fórmula 1 Super Aguri desde 2006 hasta 2008. Su mejor resultado dirigiendo a esta escudería fue un sexto puesto con Takuma Satō en el Gran Premio de Canadá de 2007. Asimismo, fue copropietario del equipo Super Aguri Fernandez Racing en la IndyCar Series e Indy Lights.
En 2013 fundó Team Aguri para competir en la Fórmula E, logrando una victoria en dos temporadas disputadas. En 2016 vendió el equipo a capitales chinos.

## Resultados

### Fórmula 1
(Clave) (negrita indica pole position) (cursiva indica vuelta rápida)

| Año     | Escudería              | 1        | 2        | 3        | 4        | 5        | 6        | 7        | 8        | 9        | 10       | 11       | 12       | 13       | 14       | 15       | 16       | 17  | Pos. | Puntos |
| ------- | ---------------------- | -------- | -------- | -------- | -------- | -------- | -------- | -------- | -------- | -------- | -------- | -------- | -------- | -------- | -------- | -------- | -------- | --- | ---- | ------ |
| 1988    | Larrousse Calmels      | BRA      | SMR      | MON      | MEX      | CAN      | USE      | FRA      | GBR      | GER      | HUN      | BEL      | ITA      | POR      | ESP      | JPN 16   | AUS      |     | NC   | 0      |
| 1989    | West Zakspeed Racing   | BRA DNPQ | SMR DNPQ | MON DNPQ | MEX DNPQ | USA DNPQ | CAN DNPQ | FRA DNPQ | GBR DNPQ | GER DNPQ | HUN DNPQ | BEL DNPQ | ITA DNPQ | POR DNPQ | ESP DNPQ | JPN DNPQ | AUS DNPQ |     | NC   | 0      |
| 1990    | Espo Larrousse F1      | USA Ret  | BRA Ret  | SMR Ret  | MON Ret  | CAN 12   | MEX Ret  | FRA 7    | GBR 6    | GER Ret  | HUN Ret  | BEL Ret  | ITA Ret  | POR 14   | ESP 6    | JPN 3    | AUS Ret  |     | 12.º | 6      |
| 1991    | Larrousse F1           | USA 6    | BRA DNS  | SMR Ret  | MON Ret  | CAN Ret  | MEX Ret  | FRA Ret  | GBR Ret  | GER Ret  | HUN Ret  | BEL DNQ  | ITA DNQ  | POR Ret  | ESP DNQ  | JPN Ret  | AUS DNQ  |     | 22.º | 1      |
| 1992    | Footwork Mugen Honda   | RSA 8    | MEX DNQ  | BRA Ret  | ESP 7    | SMR 10   | MON 11   | CAN DNQ  | FRA Ret  | GBR 12   | GER Ret  | HUN Ret  | BEL 9    | ITA Ret  | POR 10   | JPN 8    | AUS 8    |     | NC   | 0      |
| 1993    | Footwork Mugen Honda   | RSA Ret  | BRA Ret  | EUR Ret  | SMR 9    | ESP 10   | MON Ret  | CAN 13   | FRA 12   | GBR Ret  | GER Ret  | HUN Ret  | BEL Ret  | ITA Ret  | POR Ret  | JPN Ret  | AUS 7    |     | NC   | 0      |
| 1994    | Sasol Jordan           | BRA      | PAC Ret  | SMR      | MON      | ESP      | CAN      | FRA      | GBR      | GER      | HUN      | BEL      | ITA      | POR      | EUR      | JPN      | AUS      |     | NC   | 0      |
| 1995    | Ligier Gitanes Blondes | BRA 8    | ARG Ret  | SMR 11   | ESP      | MON      | CAN      | FRA      | GBR      | GER 6    | HUN      | BEL      | ITA      | POR      | EUR      | PAC Ret  | JPN DNS  | AUS | 17.º | 1      |
| Fuente: |                        |          |          |          |          |          |          |          |          |          |          |          |          |          |          |          |          |     |      |        |